# Amethistbekertje
Het amethistbekertje (Smardaea amethystina) is een paddenstoel uit de familie Humariaceae. Het leeft saprotroof, onder Corylus op voedselrijke grond.

## Kenmerken
Het amethistbekertje heeft een vruchtlichaam dat bekervormig is. Het heeft een diameter van 1 tot 2 centimeter. De kleur van het vruchtlichaam varieert van donkerblauw tot donkerpaars. Het vruchtlichaam heeft een gladde textuur. De soort is een saprofiet en groeit op voedselrijke gronden onder de hazelaar.

## Verspreiding
In Nederland komt het amethistbekertje uiterst zeldzaam voor. De soort staat in Nederland op de rode lijst in de categorie 'Ernstig Bedreigd'.

## Synoniemen
Synoniemen zijn: 
- Ascobolus amethystinus
- Galactinia amethystina
- Galactinia phillipsii
- Jafneadelphus amethystinus
- Peziza phillipsii